# Assassin’s Creed: Altaïr’s Chronicles
Assassin’s Creed: Altaïr’s Chronicles (рус. Кредо ассасина: Хроники Альтаира) — приквел игры Assassin's Creed, выпущенный для мобильных платформ и портативных консолей: iOS, Android, Symbian OS, Nintendo DS, WebOS и Windows Phone 7. Разработан компанией Gameloft и издан Ubisoft. Он был выпущен в США 5 февраля 2008 года. В отличие от оригинальной Assassin’s Creed, в игре не рассказывается о событиях современности.

## Игровой процесс
Игра представляет собой аркаду с видом сбоку и вверх, но игровой процесс разбавлен различными мини-играми, в которых используется сенсорный экран. Боевая система представляет собой комбинацию слабых и сильных атак, а также комбо ударов. Игроку доступно семь различных видов оружия: скрытый клинок, меч Альтаира, арбалет, фугасные бомбы, дымовые шашки, метательные ножи и крюк. С помощью последнего можно сбивать противников с ног.
Оружие и навыки персонажа можно разблокировать, используя специальные шары, которые спрятаны на игровых уровнях. Игра имеет три уровня сложности.

## Сюжет
Сюжет игры повествует о приключениях ассасина Альтаира до первой части игры. Включает в себя два новых города — Тир и Алеппо, и три города из основной игры — Иерусалим, Акра и Дамаск.
События игры происходят до событий первой части, в 1190 году. Войны Третьего Крестового похода охватывали Святую землю. Крестоносцы и Сарацины бились, дабы захватить контроль над Святым Городом, Иерусалимом.
Глава 1. Прибытие домой. Альтаир ибн Ла-Ахад, участник Ордена Ассасинов, достиг города Алеппо, одного из убежищ ассассинов, после очередного выполненного задания. Алеппо атаковали заклятые враги Ассасинов — Тамплиеры. Перебив множество тамплиеров и убив их капитана, ассассины отразили нападение, узнав перед этим, что нападение организовал лидер ордена Тамплиеров лорд Василиск, чтобы узнать важную информацию от одного из ассассинов. После этого Аль-Муалим, наставник ассассинов, послал Альтаира, чтобы тот нашёл и принёс священный объект, известный как Чаша. Тот, кто владел Чашей, мог объединить все фракции под одним флагом, и также мог управлять Святой землёй. Тем самым можно было закончить Третий Крестовый поход. Альтаир немедленно отправился на поиски Чаши.
Глава 2. Начало охоты. Альтаир начал свои поиски в Дамаске и встретился с Рафиком, который проверил его навыки на лёгкой цели. После того, как Альтаир прошёл испытание, Рафик сообщил ему, что о Чаше должен знать торговец по имени Тамир, имеющий связи с Тамплиерами, и что о местонахождении Тамира ему подскажет некий Мисбах, человек имеющий дела с Тамиром. Найдя и допрося Мисбаха, Альтаир узнаёт местонахождение убежища Тамира. Придя в убежище, Альтаир допрашивает и убивает Тамира, узнав, что Чаша хранится в Храме Песка, и чтобы открыть его необходимы три ключа. Также торговец сообщил, что больше информации Альтаиру скажет некая танцовщица по имени Фаджера.
Глава 3. Танцовщица. После этого Альтаир вернулся к Рафику и обо всем рассказал. Рафик рассказал как найти танцовщицу цирка Фаджеру. Прибыв на место, она отказалась помогать Альтаиру, оставив его один на один с Бадром. Альтаир победил его и догнал Фаджеру, которая сказала, что так проверяла его. Она дала Альтаиру первый из трёх ключей от Храма Песка, а также сказала убить влиятельного человека Дамаска, тамплиера по имени Алаат. Альтаир нашёл Алаата и убил его. После этого Фаджера сказала Альтаиру, что в Тире в больнице Тамплиеров есть старик, который уже был в Храме Песка, и который мог бы помочь Альтаиру в поиске остальных двух ключей. Альтаир отправился в Тир.
Глава 4. Красная Больница. Прибыв в город Тир, Альтаир сначала нашёл агента ассассинов в городе — Хамида. От него Альтаир узнал, что человек по имени Роланд Нэпьюл, глава больницы и Тамплиер, допрашивает некоего старика по поводу Чаши. Хамид также показал как попасть в больницу — через коллектор внизу здания. Больница была вторым, после Цитадели, убежищем тамплиеров. Пробившись в здание, Альтаир убивает множество тамплиеров и находит старика, которого в это время допрашивал Роланд. Альтаир убивает Роланда Нэпьюла и его стражников. После этого старик, убедившись, что Альтаир ассассин, даёт ему второй ключ от Храма Песка и говорит, что тамплиеры узнали о входе в Храм Песка, о трёх ключах, которые нужны, чтобы его открыть. Также старик сказал, что последний третий ключ находится у лидера Ордена Тамплиеров лорда Василиска. После этого Альтаир отправился в Иерусалим.
Глава 5. Скрытая вечеринка. Прибыв в Иерусалим, Альтаир поговорил с Кадаром, местным агентом ассассинов в городе, и узнал, что лидер Ордена Тамплиеров лорд Василиск часто бывает в королевском дворце, и что у него есть третий ключ к Храму Песка. Король Иерусалима собирался устроить где-то вечеринку в этот день, и чтобы подобраться к Василиску, Альтаир решил найти где будет эта вечеринка. После того, как Альтаир подслушивал некоторые беседы дворян, он расспросил Аймана, человека, который был приглашён на вечеринку и узнал, что вечеринка будет на вилле Лакера и что она уже скоро начнётся. Прибыв на виллу, Альтаир встретил одного из людей Кадара, который рассказал ассассину о потайном входе во дворец. Войдя во дворец, Альтаир столкнулся с Василиском и после непродолжительной битвы забрал третий последний ключ к Храму Песка, который висел на шее у Василиска. Но убивать лидера Ордена Тамплиеров он не стал, так как пришёл туда не за этим. После этого Альтаир сбежал с виллы.
Глава 6. Убей Убийц. После конфронтации Альтаира и лорда Василиска, группа Тамплиеров напала на Хазада, агента Ассассинов, и украла карту, в которой показывался путь в Храм Песка, где предположительно хранилась Чаша, а затем они убили его. Альтаир преследовал эту группу Тамплиеров в их башню и поднялся на вершину, сталкиваясь с тяжёлым сопротивлением в форме катапульт и лучников. После того, как Альтаир пробился через все оборонительные позиции башни, он убил капитана лучников. После этого он столкнулся с Мастером Башни, а также его учеником, они были высокопоставленными членами ордена Тамплиеров, хоть одежда их и была похожа на одежду ассассинов. Во время разговора они уговаривали Альтаира перейти на сторону Тамплиеров, но ассассин отказался. После этого, пробиваясь через стражу, он убил ученика Мастера Башни, а потом достиг и самого Мастера. После непродолжительного разговора Альтаир убил Мастера Башни и забрал карту, ведущую к Храму Песка.
Глава 7. Храм Песка. Покинув Башню и взяв карту, Альтаир достиг Храма Песка. Пробиваясь с боем через людей Ордена Тамплиеров, Альтаир достиг входа в хранилище, там на него напал Воин Топора, влиятельный член Ордена Тамплиеров и один из приближённых Лорда Василиска. Убив его, Альтаир вошёл в хранилище. Далее ассассин открыл сокровищницу, где предположительно хранилась Чаша, но он был пуст. После этого в хранилище вошёл сам Лорд Василиск и начал надсмехаться над Альтаиром. Он сказал, что Чаша это не вещь, а женщина. После этого он приказал страже убить Альтаира и сбежал. Перебив стражу, ассассин сбежал из Храма Песка, который начал разрушаться. После этого Альтаир отправился в Тир, так как перед уходом Василиск намекнул, что в Тире его что-то ждет.
Глава 8. Большая грозная стена. Прибыв в Тир, Альтаир встретился с Хамидом. Он рассказал ему, что чтобы попасть в местную цитадель Тамплиеров Альтаиру нужно освободить двух захваченных агентов ассассинов, а они уже подскажут как попасть в цитадель. Альтаир нашёл и освободил пленных братьев, которые точно сказали как попасть в цитадель Тамплиеров. Проникнув туда и пробиваясь через множество Тамплиеров, Альтаир наконец встречает Василиска. После продолжительной борьбы Альтаир одержал верх над Василиском, тяжело раня лидера Тамплиеров. Но перед тем как добить его Василиск предложил сделку: две важные информации в обмен на жизнь. Первая: Чаша находится в Иерусалиме на вилле Карваджио, вторая: Тамплиеры решили захватить город Акра, подмешав яд в воду и таким образом к восходу солнца все жители Акры умрут. Альтаир пошёл на сделку, оставив в живых лидера Тамплиеров. Прежде чем уехать в Акру, Альтаир сжёг все суда Василиска, чтобы он не мог первым достигнуть Иерусалима.
Глава 9. Поток яда. После этого Альтаир прибыл в Акру и помог городу, отбивая нападающих солдат Тамплиеров. Далее, чтобы пройти в лагерь Тамплиеров, Альтаир маскировался в форме солдата Тамплиера, а затем и в форме учёного. После этого он убил капитана Тамплиеров и его заместителей, тем самым прекратив осаду Акры. Сбежал Альтаир из лагеря при помощи катапульты. После этого он сразу направился в Иерусалим, за Чашей, надеясь опередить Василиска.
Глава 10. Бегущий ветер. Прибыв в Иерусалим, Альтаир узнал, что Чаша это женщина по имени Адха, ассассин знал её в прошлом. Её к порту сопровождали Тамплиеры. После долгого преследования Альтаир убивает Тамплиеров, которые сопровождали Адху. И вместе с ней скрывается в подземной канализации.
Глава 11. Чаша. Пробиваясь по канализации к выходу, Альтаир убивает множество Тамплиеров. Наконец достигнув выхода Адха останавливает Альтаира и говорит, что заместитель Аль-Муалима Хараш продался Тамплиерам, и что она в Алеппо не пойдёт, так как её там схватят. Альтаир предлагает ей сбежать куда-нибудь на лодке, что в Тире. Так как её все равно поймают, даже в Алеппо. Адха говорит ему, чтобы Альтаир убил Хараша, тогда она с ним уедет. Согласившись, Альтаир поехал в Алеппо.
Глава 12. Сердце змеи. Прибыв в Алеппо, на Альтаира нападают союзники-ассассины предателя Хараша. Убивая всех предателей на своём пути, Альтаир достиг крепости Ассассинов. Там, убивая всех предателей, Альтаир достиг комнаты Аль-Муалима, но она была пуста, так как Великий Магистр Ордена Ассассинов уже покинул Алеппо и вернулся в Масиаф. Пройдя её, Альтаир видит как на арене для тренировок разговаривают Хараш и Тамплиер. Из их разговора становится ясно, что Тамплиеры нашли Адху, но ждут, когда к ней придёт Альтаир, чтобы покончить с ним, также он сказал, что Альтаиру нравится Адха и он хочет с ней сбежать. После того, как Тамплиер ушёл, Альтаир вышел на арену и убил предателя Хараша, и его ближайших союзников. И сразу после этого ассассин отправился в Тир.
Глава 13. Неизменный конец. Прибыв в Тир, Альтаир узнаёт, что Василиск держит Адху в порту Тамплиеров. Пробиваясь через множество тамплиеров, он видит свою возлюбленную, которую держат на судне. Но на его пути встал Василиск, с которым они схлестнулись уже третий раз. После продолжительного боя Альтаир всё-таки убил Василиска. Но спасти свою женщину Альтаир не успел, судно, где её держали уплывало. Подойдя к берегу, Альтаир наблюдал за судном Тамплиеров, где держали Адху, и которое скрывалось за горизонтом. В этот момент Альтаир, смотря на небо, дал себе обещание найти его.

## Отзывы
| Сводный рейтинг | Сводный рейтинг |
| Агрегатор       | Оценка          |
| --------------- | --------------- |
| GameRankings    | 58,00 %         |

Обозреватель IGN оценил её на 7 баллов из 10 возможных, и сравнил её с расширенной версией принца Персии.